# Microthremma angulatum
Microthremma angulatum is een schietmot uit de familie Helicophidae. De soort komt voor in het Neotropisch gebied.